# Otto Kerner, Jr.
Otto Kerner, Jr. (1908-1976) est un homme politique américain, membre du Parti démocrate et gouverneur de l'État de l'Illinois de 1961 à 1968. 